# Ден Гікс
Ден Гікс (англ. Dan Hicks; 19 липня 1951 — 30 червня 2020) — американський актор, що відомий за ролями у фільмах «Зловісні мерці 2», «Непроханий гість» і «Людина темряви». Денні є близьким другом режисера Сема Реймі.

## Біографія
Денні Гікс народився 19 липня 1951 року, виріс у місті Понтіак, штат Мічиган, передмісті Детройта. У 1979 році Денні працював кранівником. Але в той час лікував зламану щиколотку, і друг Денні підказав йому зіграти невелику роль у п'єсі під назвою «Пожежна тривога» (The Still Alarm) на Farmington Players Barn. Більше Денні не працював кранівником. Протягом п'яти років, Денні працював театральним актором майже в кожному театрі в метрополійній області Детройта, у тому числі престижному Attic Theater, де він грав роль Джорджа Мілтона в п'єсі «Про людей та мишей» і Мо Аксельрода в «Прокинься і співай» (Awake and Sing!). У 1981 році Денні почав зніматися в промислових фільмах і телевізійних рекламних роликах. Він був обраний рекламним агентством Майкла Флора зобразити Донна Фосса в рекламній кампанії «Donn Foss Used Cars», яка виграла чотири нагороди «Clio Awards» і золоту нагороду за найкращу рекламу на «Міжнародному Фестивалі Телевізійних Фільмів» (англ. International Film Television Festival) в Нью-Йорку.

## Фільмографія
| Рік       |    | Українська назва                                                      | Оригінальна назва                                                   | Роль                         |
| --------- | -- | --------------------------------------------------------------------- | ------------------------------------------------------------------- | ---------------------------- |
| 1987      | ф  | Зловісні мерці 2                                                      | Evil Dead II                                                        | Джек                         |
| 1988      | ф  | Маніяк-поліцейський                                                   | Maniac Cop                                                          | командир загону              |
| 1989      | ф  | Непроханий гість                                                      | Intruder                                                            | Білл Робертс                 |
| 1989      | ф  | Легкі колеса                                                          | Easy Wheels                                                         | Джо                          |
| 1990      | ф  | Людина темряви                                                        | Darkman                                                             | Скіп                         |
| 1993      | с  | Ультрамен: Найсильніший герой                                         | Ultraman: The Ultimate Hero                                         | Monstrous Meltdown           |
| 1995      | ф  | Руйнівниця                                                            | The Demolitionist                                                   | Krutchfield                  |
| 1997      | ф  | Виконавець бажань                                                     | Wishmaster                                                          | митний службовець            |
| 2000      | с  | Пізня ніч з Конаном О'Браєном                                         | Late Night with Conan O'Brien                                       | грає сам себе                |
| 2000      | в  | Як знімався фільм «Зловісні мерці 2», або чим страшніше, тим веселіше | The Making of 'Evil Dead II' or The Gore the Merrier                | Джек / грає сам себе         |
| 2004      | ф  | Людина-павук 2                                                        | Spider-Man 2                                                        | пасажир                      |
| 2005      | ф  | 2001 маніяк                                                           | 2001 Maniacs                                                        | додатковий маніяк            |
| 2007      | кф |                                                                       | Beat the Street                                                     | бармен                       |
| 2007      | тф |                                                                       | Alive N' Kickin'                                                    | тато Джиммі                  |
| 2007      | ф  | Мене звуть Брюс                                                       | My Name Is Bruce                                                    | фермер                       |
| 2007      | ф  | Корейський район                                                      | Koreatown                                                           | незнайомець (сцени видалено) |
| 2008      | кф | Торговець індульгенціями                                              | The Pardoner's Tale                                                 | господар                     |
| 2008      | кф | Лютеранин                                                             | The Lutheran                                                        | Елдрід Елстон                |
| 2008      | ф  | Альтернативна кінцівка                                                | Alternate Endings                                                   | Хенк                         |
| 2008      | кф | Ярлик                                                                 | Tag                                                                 | Бос                          |
| 2009      | кф | Любовні пташки                                                        | Love Birds                                                          | фермер Ден                   |
| 2009      | кф | Голчасті руки                                                         | Needle Hands                                                        | Дональд                      |
| 2009      | в  | За лаштунками фільму «Мене звуть Брюс»                                | Heart of Dorkness: Behind the Scenes of 'My Name Is Bruce'          | грає сам себе                |
| 2010      | ф  | Свиняча відбивна                                                      | Porkchop                                                            | Елрон                        |
| 2010      | с  | Паранормальне, Бербанк                                                | Paranormal, Burbank                                                 | Лорд Бастіон                 |
| 2011      | с  |                                                                       | Morbid Minutes                                                      |                              |
| 2011      | в  | Порізати ціни: Як знімався фільм «Непроханий гість»                   | Slashed Prices: The Making of Intruder                              | грає сам себе                |
| 2011      | кф | Для тебе                                                              | For You                                                             | Брат                         |
| 2012      | ф  | Мертвий сезон                                                         | Dead Season                                                         | Леш                          |
| 2012      | ф  | Свиняча відбивна 3D                                                   | Porkchop 3D                                                         | Елрон                        |
| 2013      | ф  | Оз: Великий та Могутній                                               | Oz the Great and Powerful                                           | городянин Смарагдового міста |
| 2013      | с  |                                                                       | Ape$#!t                                                             | Скіппі фотограф              |
| 2013—2014 | с  |                                                                       | MovieCops                                                           | грає сам себе                |
| 2015      | ф  | Дік Джонсон і Томміган проти канібала поліцейського                   | Dick Johnson & Tommygun vs. The Cannibal Cop: Based on a True Story | капітан Філ Філліпс          |
| 2016      | ф  |                                                                       | Elder Island                                                        | Лукас Хайдеггер              |